# Свен Аксбом
Свен Ерік Емануель Аксбом (швед. Sven Erik Emanuel Axbom, нар. 15 жовтня 1926, Кімстад, Швеція — 8 квітня 2006, Кальмар, Швеція) — шведський футболіст, що грав на позиції захисника.
Виступав за клуб «Норрчепінг» та національну збірну Швеції. Триразовий Чемпіон Швеції.

## Клубна кар'єра
У дорослому футболі грав тільки за одну команду — «Норрчепінг», провівши в її складі 167 матчів в чемпіонаті.
Завершив професійну ігрову кар'єру 1960 року.

## Виступи за збірну
За збірну Швеції зіграв 31 матч. Був включений до збірної на чемпіонату світу 1958 року, де збірна дійшла до фіналу, але поступилася збірній Бразилії (2:5).
Дебютував у національній команді 28 серпня 1955 року в матчі з фінами (3:0), а останній раз вийшов на поле у футболці «Тре крунур» 30 червня 1957 року в переможному поєдинку з датчанами (2:1).

## Титули і досягнення
- Віце-чемпіон світу: 1958
- Чемпіон Швеції (3):

«Норрчепінг»: 1955-56, 1956-57, 1960